# Смирнов, Владимир Павлович (педагог)
Владимир Павлович Смирнов (23 июля 1948 ― 9 июля 2016) ― советский и российский педагог, Народный учитель Российской Федерации (2009), заслуженный учитель Российской Федерации (1999).

## Биография
Владимир Павлович Смирнов родился 23 июля 1948 года.
В 1975 году завершил обучение на лечебном факультете Горьковского медицинского института, а в 1978 году закончил обучение в аспирантуре на кафедре патологической анатомии. Защитил кандидатскую диссертацию на тему: «Морфогистохимическая характеристика лимфогранулематоза и его патоморфоз при эндолимфатической химиотерапии». В 1993 году защитил докторскую диссертацию на тему: «Повреждение и фармако-холодовая защита миокарда при ишемии». Доктор медицинских наук.
Трудовую деятельность начал в 1972 году в Горьковском медицинском институте. Начинал работать со старшего научного сотрудника, позже доцент.
В 1996 году назначен на должность директора Нижегородского медицинского базового колледжа. Профессор кафедры физиологии и биохимии Нижегородского государственного университета им. Н. И. Лобачевского.
В 1999 году ему было присвоено звание «Заслуженный учитель Российской Федерации».
За выдающийся вклад в отечественное образование указом Президента Российской Федерации от 17 сентября 2009 года Владимиру Павловичу Смирнову присвоено почетное звание «Народный учитель Российской Федерации».
В 2014 году покинул должность директора Нижегородского медицинского базового колледжа, перешёл работать профессором, а затем исполняющим обязанности заведующего кафедрой патологической анатомии Нижегородской медицинской академии.
Является автором более 300 публикаций, среди них 35 книг, 20 рационализаторских предложений, 12 изобретений и патентов, под его руководством защищено 2 докторских и 9 кандидатских диссертаций.
Проживал в городе Нижний Новгород. Умер 9 июля 2016 года. Похоронен на кладбище посёлка Киселиха.

## Награды и звания
- Народный учитель Российской Федерации (17.09.2009).
- Заслуженный учитель Российской Федерации (17.06.1999).
- Отличник здравоохранения СССР (1991).
- Отличник здравоохранения Российской Федерации (2000).
- Почетный работник профессионального образования РФ (2006).